# Col di Lana
Col di Lana (ladinsky Col de Lana) je 2462 m vysoká hora u Livinallongo del Col di Lana (něm. Fodom nebo Buchenstein) v Dolomitech v provincii Belluno, na severu Itálie.

## První světová válka
Hora byla spolu se sousední horou Monte Sief v 1. světové válce dějištěm tuhých bojů mezi Rakušany a Italy a je památníkem války v Dolomitech. 12 italských pěších a 14 alpských rot útočilo v letech 1915 - 1916 s velkými ztrátami proti pozicím na vrcholu hory zpočátku bráněným německými Alpenkorps a později Rakušany. Jen následkem lavin přitom přišlo o život 278 Italů. Nejen kvůli tomu byla hora Italy nazvaná „Col di Sangue“, „Krvavá hora“. Italská armáda se pokoušela dobýt vrchol (jak v 1. světové válce tehdy bylo všeobecně běžné) nasazením velkého počtu vojáků, i když bylo počítáno s vysokými ztrátami.
Od začátku války marně útočili Italové na Rakouské pozice. Vrchol se jim sice podařilo dobýt 7. listopadu 1915, hned druhý den ho však zase ztratili. Dne 15. prosince 1915 zaútočili naposledy, byl to již 97. útok. Pak začala podminovávací válka.
Italský poručík ženijního vojska Don Gelasio Caetani navrhl plán podminování hory, které probíhalo neslyšně pomocí ručních vrtaček a sekáčů. Počátkem roku 1916 poznal rakouský pozorovatel od dělostřelectva v průsmyku Pordoi, že se vrchol podminovává. Rakušané začali hloubit protištolu, kterou odpálili 5. dubna 1916. Tato protinálož však byla příliš vzdálená od italských štol. V noci ze 16. na 17. duben 1916 byla 5. rota 2. pluku císařských myslivců (k.u.k. Tiroler Jäger-Regimenter) vystřídána 6. rotou (Kompanie) pod nadporučíkem Antonem von Tschurtschenthaler. Boje vyvrcholily v noci ze 17. na 18. duben 1916, kdy byl vrchol kopce i s rakouskou posádkou ve 23:30 hodin odstřelen. Použito bylo 5020 kg trhací želatiny. Rakušané pod von Tschurtschenthalerem museli horu vyklidit, dokázali se ale zachytit na sousední hoře Monte Sief, která je s Col di Lana propojena aretou, kde se udrželi až do konce války, čímž zabránili italskému průlomu na tomto úseku.
Italové sice odpálili další nálož 6. března 1917 na Monte Sief, která ale nepřinesla ani oběti, ani změnu pozic. Druhý italský odstřel následoval 27. září 1917 rovněž bez úspěchu. Dne 21. října 1917 odstřelili Rakušané 45005 kg trhaviny část arety mezi oběma kopci. Ani tento odstřel nevedl ke změně pozic. O dva týdny později se pak Italové s ohledem na výsledek 12. bitvy na Soči (bitvy u Caporetta) stáhli.
Na vrcholu se dnes nachází kaple jako památka na padlé vojáky a malé muzeum tehdejších bojů. Z doby války jsou ještě zachovalé zákopy a zbytky kasáren.

## Přístup
Výstup vychází z Pieve di Livinallongo (1465 m) přes uzavřené Rifugio Alpino na Pian della Lasta (1835 m); k chatě vede silnice.
Vyhlídka zahrnuje na severu horu Sasso di Santa Croce (2907 m), na východě Tofanu (3244 m) a Monte Nuvolau (2574 m), na jihovýchodě horu Monte Civetta, na jihozápadě Marmoladu a na západě masív Sella s nejvyšším vrcholem Piz Boè (3152 m).